# Erustes (kommunhuvudort)
Erustes är en kommunhuvudort i Spanien.   Den ligger i provinsen Toledo och regionen Kastilien-La Mancha, i den centrala delen av landet, 80 km sydväst om huvudstaden Madrid. Erustes ligger 536 meter över havet och antalet invånare är 212.
Terrängen runt Erustes är lite kuperad. Runt Erustes är det ganska glesbefolkat, med 38 invånare per kvadratkilometer. Närmaste större samhälle är Torrijos, 18,3 km öster om Erustes. Trakten runt Erustes består till största delen av jordbruksmark.